# El Sotillo
El Sotillo ist ein Ort und eine Gemeinde (municipio) mit 31 Einwohnern (Stand: 2024) im Zentrum der Provinz Guadalajara in der Autonomen Gemeinschaft Kastilien-La Mancha. 

## Lage und Klima
El Sotillo liegt in einer Höhe von ca. 1025 m in der Kulturlandschaft der Alcarria. Die Entfernung zur südwestlich gelegenen Provinzhauptstadt Guadalajara beträgt ca. 38 Kilometer (Fahrtstrecke). Den Süden der Gemeinde begrenzt der Río Tajuña mit dem Stausee La Tajera.
Das Klima ist gemäßigt bis warm; Regen (523 mm/Jahr) fällt übers Jahr verteilt.

## Bevölkerungsentwicklung
| Jahr      | 1970 | 1981 | 1991 | 2001 | 2011 | 2021 |
| Einwohner | 132  | 50   | 63   | 44   | 48   | 41   |

## Sehenswürdigkeiten

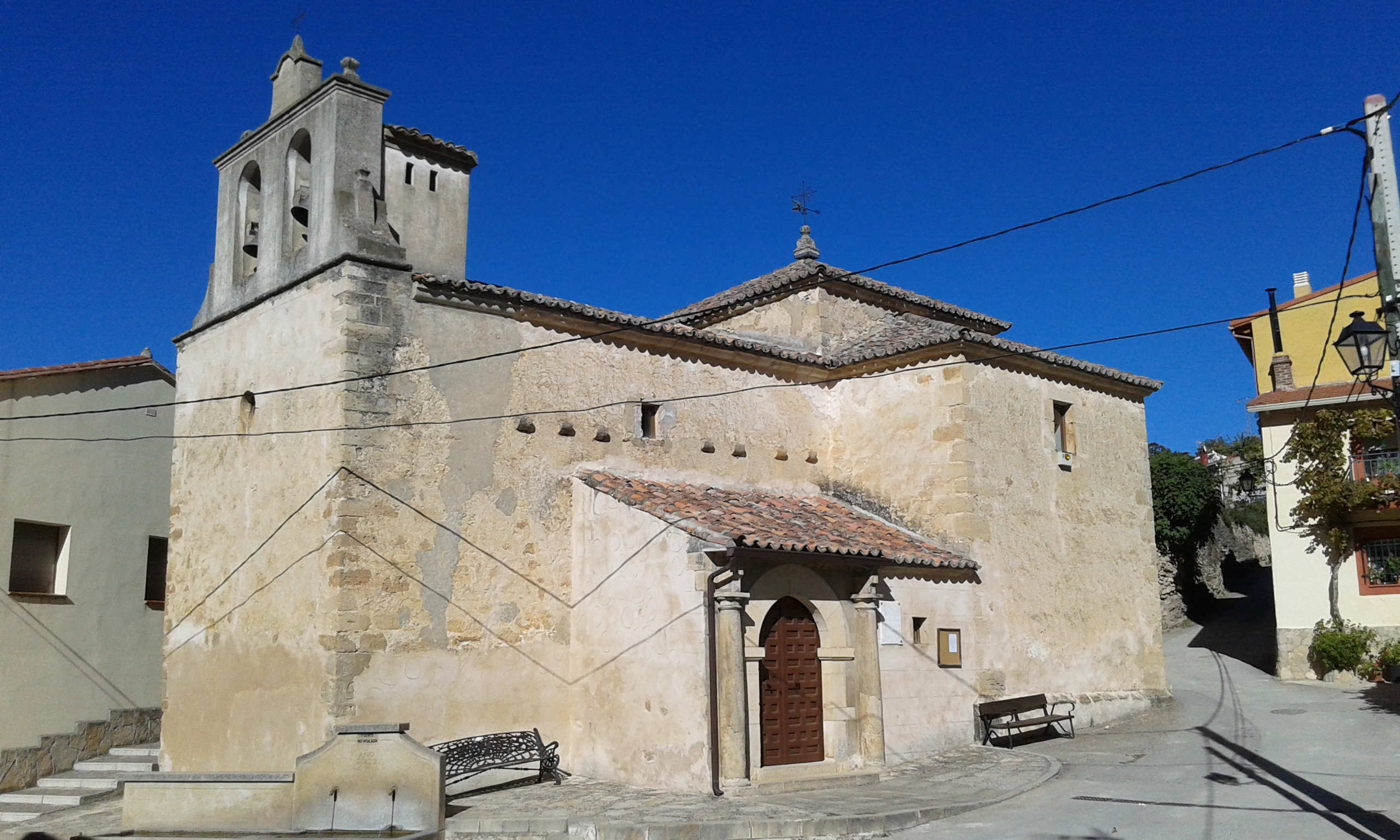
Marinenkirche

- Marinenkirche